# Ovella maellana
L'ovella maellana és una raça ovina. El nom li ve de la població de Maella (Aragó). Aquesta ovella a més de trobar-se a les comarques del nord, també es troba a l'Aragó i Tarragona. Està força emparentada amb l'ovella rasa, de la qual es considerava una varietat.